# Hundedagene
Hundedagene er perioden fra 23. juli til 23. august. Romerne introducerede dagene som dies caniculares, formentlig efter stjernebilledet Canis Major (Store Hund), i hvilket Sirius befinder sig.
I disse dage står Sirius, hundestjernen, nemlig nærmest solen. Man mente, at Sirius tilføjede ekstra varme til denne. Perioden er i hvert fald den varmeste tid på den nordlige halvkugle, og det har muligvis givet anledning til myterne om, at kød rådner, mælken bliver sur og hundene bliver bidske. Selv Homer beskrev Sirius som ”et ondt varsel som påfører en allerede lidende menneskehed uudholdelig smerte”.
I det gamle Egypten fejrede man Sirius' tilsynekomst på morgenhimlen, som man mente var årsag til at Nilen gik over sine bredder, og at varmen øgedes.
I England er dog days perioden mellem den 3. juli og den 15. august.

## Folketro
Man siger, som vejret er på første hundedag, vil det være de næste 2 uger. Efter hundedagene kommer der ni kattedage, hvor vejret bliver endnu værre.